# Бармаглот
Бармагло́т (англ. Jabberwocky, русский перевод Дины Орловской, в переводе Татьяны Щепкиной-Куперник — Верлиока, в переводе Леонида Яхнина — Змеегрыч) — стихотворение Льюиса Кэрролла, входящее в повесть-сказку «Алиса в Зазеркалье»; иногда так называют только первое его четверостишие.

## Лингвистическое значение
| Бармаглот — вероятно, самая известная попытка ввести в язык несуществующие слова, подчиняющиеся, тем не менее, всем законам языка. Первое четверостишие практически целиком состоит из несуществующих слов, за исключением служебных (и в этом родственно глокой куздре): Оригинальный текст (англ.) Twas brillig, and the slithy toves Did gyre and gimble in the wabe; All mimsy were the borogoves, And the mome raths outgrabe. Beware the Jabberwock, my son! The jaws that bite, the claws that catch! Beware the Jubjub bird, and shun The frumious Bandersnatch! He took his vorpal sword in hand: Long time the manxome foe he sought — So rested he by the Tumtum tree And stood awhile in thought. And, as in uffish thought he stood, The Jabberwock, with eyes of flame, Came wiffling through the tulgey wood, And burbled as it came! One, two! One, two! And through, and through The vorpal blade went snicker-snack! He left it dead, and with its head He went galumphing back. And hast thou slain the Jabberwock? Come to my arms, my beamish boy! A frabjous day! Callooh! Callay! He chortled in his joy. Twas brillig, and the slithy toves Did gyre and gimble in the wabe: All mimsy were the borogoves, And the mome raths outgrabe. — Lewis Carroll. Through the looking glass |

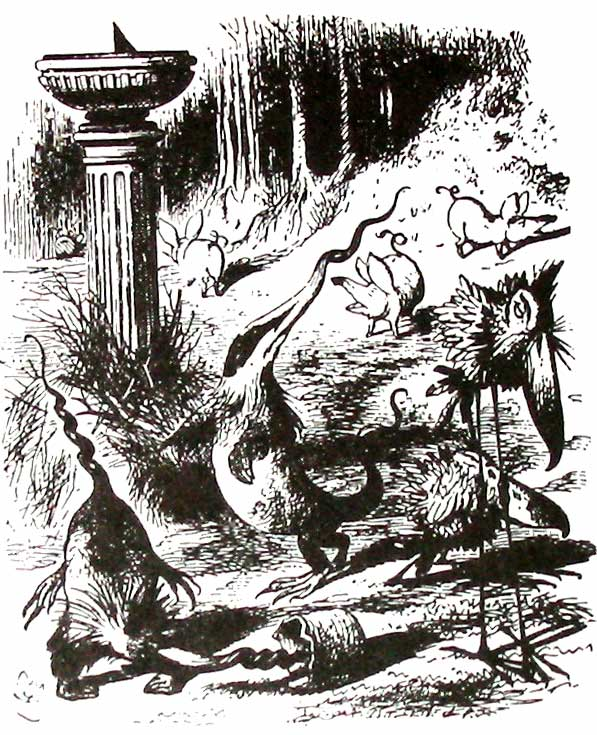
Животные из поэмы.

## История
Первая строфа этого стихотворения впервые была «опубликована» в 1855 году на страницах рукописного журнала «Миш-Мэш» (Misch-Masch), «издававшегося» Кэрроллом для своих домашних, под заглавием «Англосаксонский стих». Писателю было двадцать три года. В «научном комментарии» к стихотворению он писал: «Смысл этой древней Поэзии тёмен, и всё же он глубоко трогает сердце…».
В декабре 1863 года Кэрролл присутствовал на любительском спектакле «Альфред Великий». После спектакля вспомнили кэрролловы пародийные «Англосаксонские стансы», по тематике схожие со спектаклем. Все гости наперегонки начали сочинять стихи. Когда подошла очередь Кэрролла, он встал и с совершенно серьёзным видом прочёл именно это четверостишие. Гости попросили его объяснить, и он объяснил каждое слово стихотворения.
Позже Кэрролл использовал это четверостишье как пролог к своей балладе «Бармаглот», приведённой в книге «Алиса в Зазеркалье» (сама баллада написана преимущественно «обычными» словами с вкраплением малопонятных слов, в которых, однако, угадываются староанглийские корни, имеет сюжет и понимается без «перевода»). В той же книге он поместил (от лица одного из персонажей, (Шалтая-Болтая) пояснение к первой строфе (перевод Д. Г. Орловской):
- варкалось — восемь часов вечера, когда уже пора варить ужин, но в то же время уже немножечко смеркалось (в другом переводе четыре часа пополудни);
- хливкий — хлипкий и ловкий;
- шорёк — помесь хорька (в оригинале — барсука), ящерицы и штопора;
- пыряться — весело прыгать, нырять, вертеться;
- нава — трава под солнечными часами (простирается немного направо, немного налево и немного назад);
- хрюкотать — хрюкать и хохотать (вариант — летать);
- зелюк — зелёный индюк (в оригинале — зелёная свинья);
- мюмзик — птица; перья у неё растрёпаны и торчат во все стороны, как веник;
- мова́ — далеко от дома (Шалтай-Болтай признаётся, что сам в этом не уверен).

В переводе Владимира Орла стихотворение называется «Умзара Зум».

## Бармаглот в культуре
- «Jabberwocky» — рок-опера.
- «Jabbewock» — песня группы Meinhard.
- «Бармаглот» — фильм Терри Гиллиама 1977 года.
- «Бармаглот» — короткометражный фильм чешского кинорежиссёра Яна Шванкмайера.
- «Время Бармаглота» — роман Дмитрия Колодана.
- «Jabberwocky» — песня Донована с альбома HMS Donovan 1971 года.
- «Jabberwocky» — песня фолк-группы Omnia с альбома Wolf Love (2010).
- Frumious Bandersnatch («Злопастный Брандашмыг») — американская психоделическая рок-группа (1967—1969).
- JabbaWockeez — мужской танцевальный коллектив из штата Калифорния, выступающий в жанре хип-хопа.
- Третья строка первого четверостишия (англ. Mimsy were the borogoves; «И хрюкотали зелюки» в переводе Д. Орловской) использована Генри Каттнером в качестве названия одного из его научно-фантастических рассказов. В русском переводе рассказ известен под названием «Все тенали бороговы».
- Группа «Час пик» (г. Куйбышев, магнитоальбом «Вечер в дискотеке», 1984 г.).
- «Легенда о Джабберуоке» — фильм 2011 года.
- «Брандашмыг» (англ. «Bandersnatch») — название интерактивного фильма британского сериала-антологии «Чёрное зеркало».
- Jabberwock — один из монстров в игре Final Fantasy IX.
- В игре Dragon Quest VIII есть четыре монстра: Jab, Ber, Woc, Kee, которые собираются в одного.
- «Beware the Jabberwock!» — песня группы Werkraum на стихи Льюиса Кэррола.
- В романе Гарри Гаррисона The Technicolor Time Machine (1967 г., в русском переводе «Фантастическая сага») имя одной из героинь, кинозвезды — Слайти Тоув (Slithy Tove — «Хливкий Шорёк»).
- В романе в одной из книг саги Роджера Желязны «Хроники Амбера» главный герой, путешествуя по Отражениям в поисках друга, встречает Бармаглота.
- В книге Харуки Мураками «Страна Чудес без тормозов и Конец света» присутствуют таинственные существа, в русском переводе Дмитрия Коваленина названные «жаббервоги».
- Бармаглот — самое могущественное существо в спин-оффе сериала «Однажды в сказке», под названием «Однажды в стране Чудес».[источник не указан 3702 дня]
- В манге и аниме «Сердца Пандоры» Бармаглот — это цепь дома Баскервилей, принадлежащая главе дома Глену Баскервилю.
- В манге Kuroko no Basuke: Extra Game американская сборная по баскетболу называется «Jabberwock».
- У исполнительницы Erutan есть песня под названием «Jabberwocky», которая является положенным на музыку текстом оригинального стихотворения.
- В шестой серии второго сезона телесериала «Фарго» гангстер Майк Миллиган декламирует «Бармаглота» перед осадой поместья Герхардтов.
- Действие игры Danganronpa 2: Goodbye Despair происходит на острове Бармаглота (Jabberwock Island).
- В книге Никоса Зерваса «Дети против волшебников» на одном из уроков предлагается найти способы подороже продать слово «Бармаглот». В одноимённом мультфильме оно записывается на доске профессором Коханом Кошем как «Parmaklot» в соответствии с его псевдонемецким акцентом (хотя как на языке оригинала, так и в немецком переводе существо называется Jabberwock).
- В коллекционной карточной игре Hearthstone от компании Blizzard, в дополнении «Ведьмин лес», в виде легендарной карты шамана появляется существо Shudderwock (в русской локализации — Дрыжеглот), названием и внешним видом отсылающее к Бармаглоту.
- В игре NetHack Бармаглот является одним из монстров, которые встречаются на пути у игрока. Также он является единственным монстром, который обозначен заглавной буквой J. Также оружие «Vorpal Blade», как и в самом стихотворении, убивает его мгновенно.
- В фильме «Тайная жизнь пингвинов» бармаглоты (больше похожие на амбулоцетов) — существа, пожирающие пингвинов. Родство подтверждается демонстрацией классического рисунка из «Алисы в зазеркалье».
- В игре American McGee’s Alice, основанной на причудливо искажённом в мрачную сторону мире Кэрролла, Бармаглот — один из главных боссов, который к тому же умеет говорить и раскрывает Алисе одну из ужасных тайн её безумия. Однако, так как чудовище предпочитает дальние атаки, холодное оружие против него почти не действует (против канона). После победы Алиса забирает себе глаз Бармаглота, способный испускать мощный энергетический луч, и в конце убивает Бармаглота его же оружием. Также в некоторых местах встречаются детёныши Бармаглота, менее опасные.
- В игре Black Souls, Бармаглот встречается как один из второстепенных персонажей.